# Bancă (mobilier)

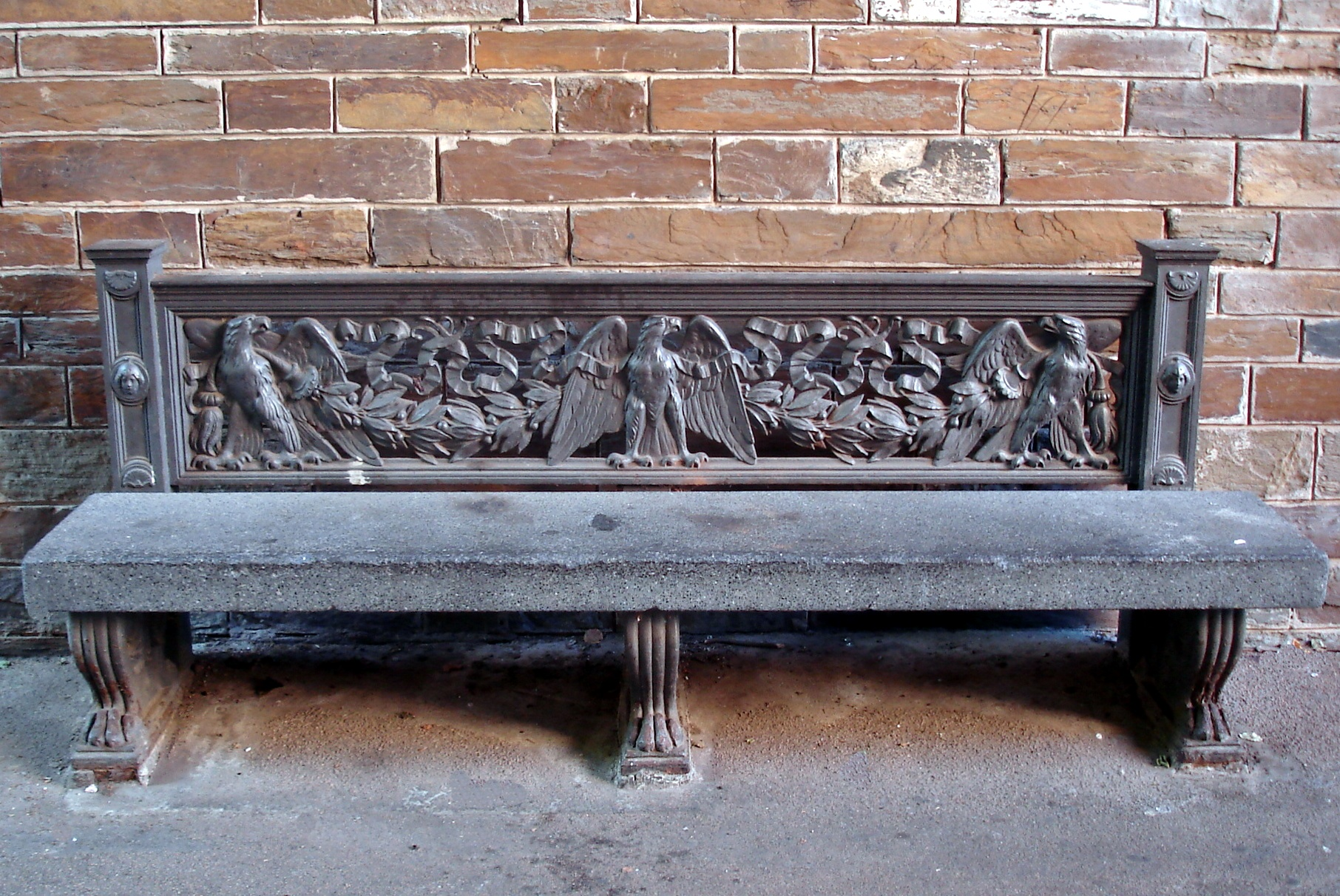
Bancă, cu şezut de piatră şi spătar turnat din metal, Koblenz, Germania

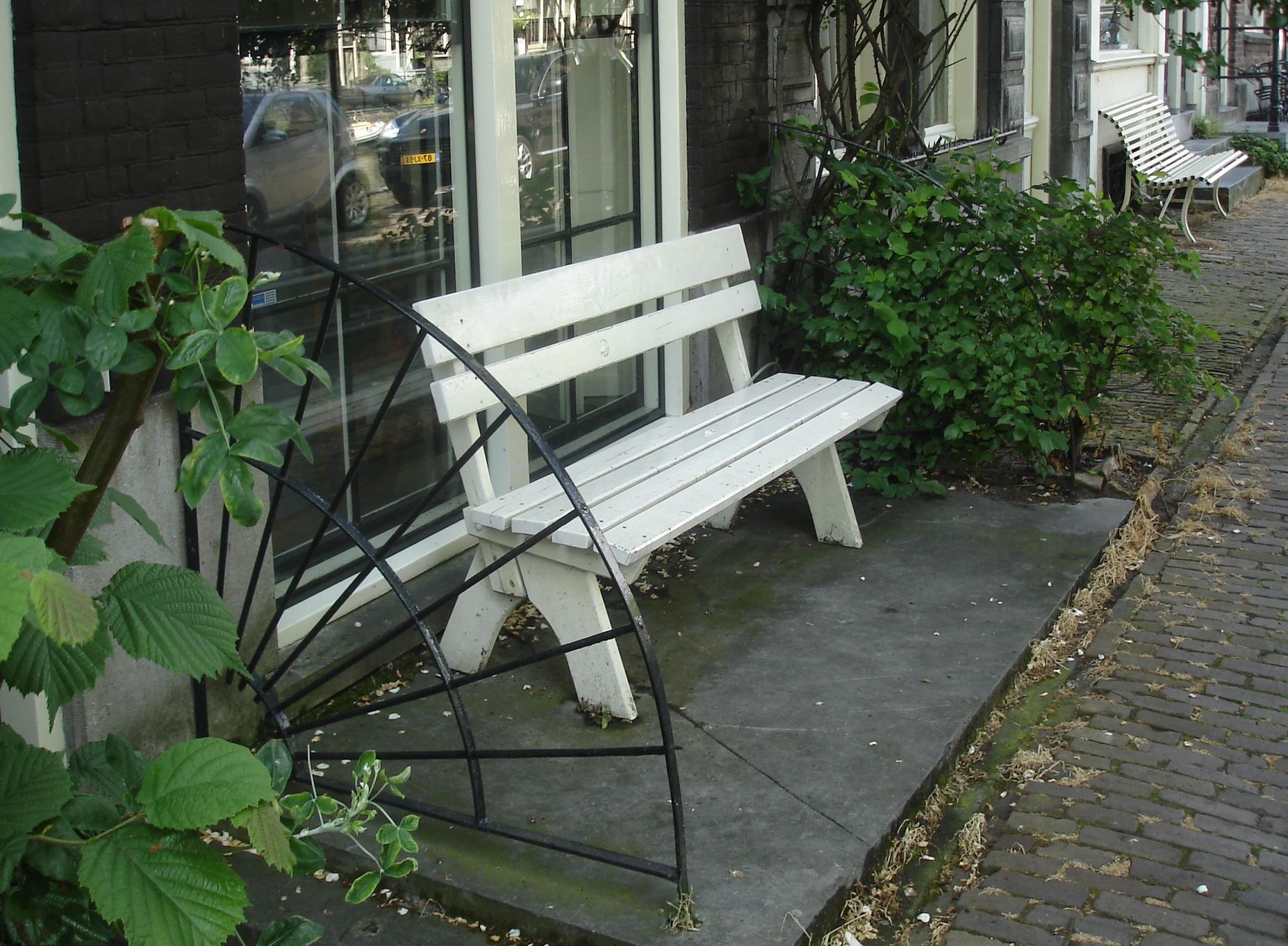
Bancă de lemn, Amsterdam, Olanda

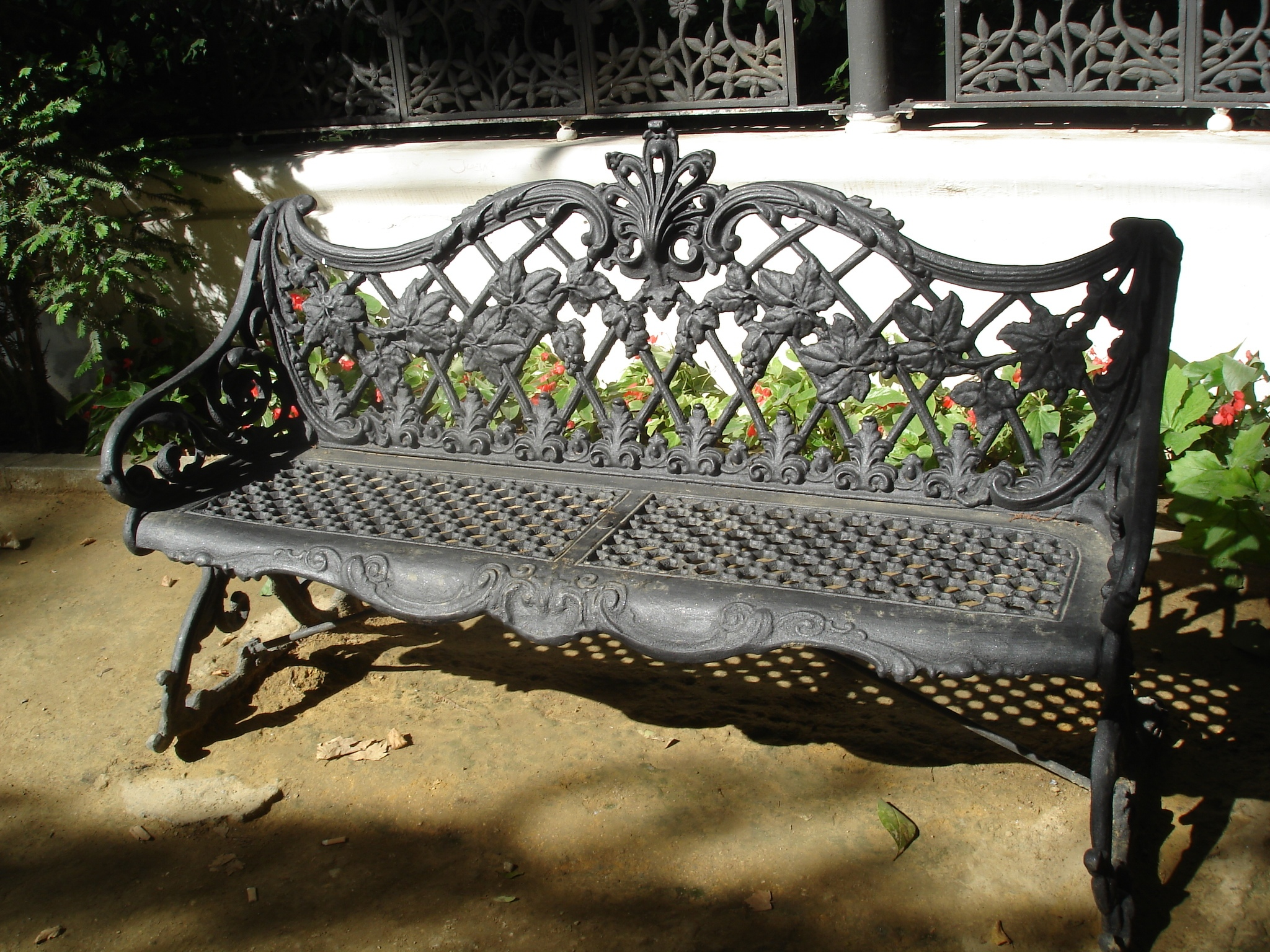
Bancă turnată din metal, Sevilla, Spania

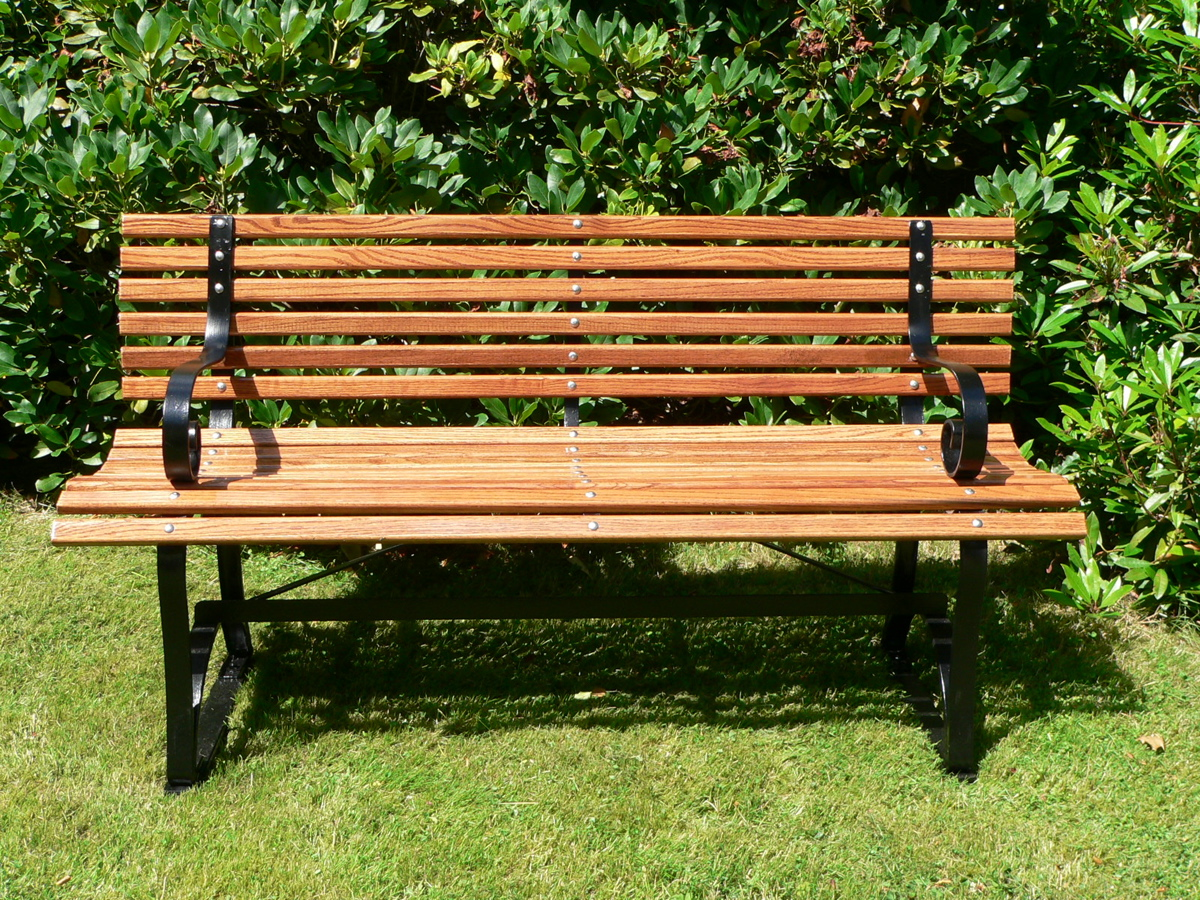
Bancă de grădină, din stinghii de lemn pe cadru metalic sudat

Bancă se numește o piesă de mobilier, privat sau urban, cu sau fără rezemătoare, pe care pot ședea deodată mai multe persoane, una lângă cealaltă. 